# Apartment 7A
Apartment 7A és una pel·lícula de terror psicològic estatunidenca del 2024 dirigida per Natalie Erika James a partir d'un guió de Skyrolar amb ella amb Christian James. Serveix com a preqüela de La llavor del diable (1968). És protagonitzada per Julia Garner, Dianne Wiest, Jim Sturgess i Kevin McNally.
Apartment 7A es va estrenar al Fantastic Fest el 20 de setembre de 2024, abans de ser llançat simultàniament a Paramount+ i en VOD digital el 27 de setembre. La pel·lícula va rebre crítiques contradictòries per part de la crítica, que va elogiar l'ambient i l'actuació, però va criticar el guió.

## Argument
La ballarina novaiorquesa Terry Gionoffrio pateix una greu lesió al turmell a mitjan actuació en una producció de Broadway. Es coneix com "la noia que va caure" i sense èxit audicions per a parts de ball. Segueix el productor de Broadway, Alan Marchand, a casa de l'edifici d'apartaments de Bramford i es posa malalta per la seva medicació contra el dolor. Es fa amiga dels ancians residents de Bramford Minnie i Roman Castevet, que li ofereixen un apartament sense lloguer. En desempaquetar, es troba amb una sabatilla de ballet anomenada Joan Cebulski.
Els Castevet la conviden a prendre un còctel a l'apartament d'Alan, però descobreix que els Castevet s'han retirat i ella és l'única convidada. Pren una copa i es desorienta. Després d'un somni aterridor, es desperta al llit a l'apartament de Marchand. Ell implica que van tenir sexe i diu que ella va fer el cor del seu show.
Una altra veïna, Lily Gardenia, li dóna un bena a la Terry per al turmell i té un altre somni aterridor, però al matí el turmell està molt millor. Els Castevets li regalen un collaret de talismà per Nadal.
Visita la veïna de l'obstetra el doctor Sapirstein i descobreix que està embarassada. Els Castevets convencen a la Terry perquè els doni el nadó mentre ella se centra en la seva carrera. Terry és elegida per al paper principal després que la seva rival es torça un turmell per una entitat maligna.
Lily ataca en Terry a la nit, dient que "ha d'acabar amb això", després té un atac de cor. L'endemà, els Castevet li diuen que la Lily està en coma.
Terry descobreix un passadís secret a l'apartament de la Lily i troba un grimori que conté imatges del seu talismà i una dona encadenada donant a llum un dimoni. Ella la roba.
Experimentant dolor, Terry truca al Dr. Sapirstein. Li diu que faci una bossa i que entri, ja que pot estar patint histèria perinatal i hauria de ser ingressada per protegir-se i protegir el nadó.
Terry fuig, deixant el talismà. Trobant el nom de Joan Cebulski en un antic Playbill, visita el teatre; el gerent diu que la Joan va marxar sis mesos abans, prometent-se recuperar les seves pertinences l'endemà. A la maleta d'en Joan, Terry troba un rosari i una bíblia amb Apocalipsi 12:9 subratllat. Una monja revela que la Joan havia estat sotmesa a "coses impies" i que estava sent perseguida quan es va topar amb un autobús que s'acostava, matant-la.
En un avortament insegur, Terry dóna una puntada involuntària a l'avortadora, que té una convulsió. Terry diu que ha de fer front a l'embaràs sola.
Al Bramford, Terry troba un temple amb eines rituals en un subsoterrani. Alan es burla d'ella, dient que aquí és on va quedar embarassada. Ella l'apunyala amb un athame. Apareix una figura amb banyes. Ella fuig al seu apartament i intenta clavar-se a l'estómac però cau a terra, retorçant-se de dolor. Roman li diu a Terry que el seu fill serà l'hereu de Satanàs i canviarà el món. Ell i la Minnie la porten a un grup, que la donen la benvinguda. La Minnie substitueix el talismà al coll de Terry, i Roman declara Déu mort i el 1965 serà l'any primer. Aixeca un brindis per Satanàs, al qual s'uneix Terry. Balla fins a la finestra i es llança a la mort.
Quan Minnie i Roman s'acosten a l'escena del crim, veuen a Rosemary i Guy Woodhouse sent entrevistats per la policia, i els Castevets se somriuen l'un a l'altre.

## Repartiment
- Julia Garner com Terry Gionoffrio,[2] una ballarina ambiciosa que s'instal·la a l'apartament de Bramford[b]
- Dianne Wiest com a Minnie Castevet,[3] la veïna entremetedora de Terry[c]
- Jim Sturgess com Alan Marchand,[4] un productor de Broadway que presenta Terry al seu programa
- Kevin McNally com a Roman Castevet,[5] El marit de Minnie[d]
- Marli Siu com a Annie Leung,[6] amiga de Terry
- Andrew Buchan com a Leo Watts,[7] un director de Broadway
- Rosy McEwen com a Vera Clarke,[8] rival de Terry i ballarina
- Tina Gray com la senyora Gardenia, veïna de Terry i jutge de l'estat de Nova York
- Patrick Lyster com el Dr. Sapirstein, veí i obstetra de Terry[e]
- Kobna Holdbrook-Smith com a BJ,[7] un director de teatre
- Patricia Jones com la germana Claire, una monja

A més, Amy Leeson i Scott Hume apareixen com a parella casada, Rosemary i Guy Woodhouse, respectivament.

## Producció

### Desenvolupament
El 2008, un remake de La llavor del diable (1968) estava en desenvolupament pels productors Michael Bay, Andrew Form i Brad Fuller. Va caure més tard aquell any.
El març de 2021, es va informar que Natalie Erika James dirigiria la pel·lícula de thriller psicològic Apartment 7A. James va coescriure el guió amb Christian White, basant-se en un esborrany anterior del guió escrit per Skylar James. John Krasinski, Allyson Seeger, Bay, Form i Fuller van produir la pel·lícula, que era una producció conjunta entre Paramount Players, Sunday Night Productions i Platinum Dunes. Després de l'èxit de la franquícia A Quiet Place, el projecte va ser un dels diversos guions que l'estudi estava desenvolupant amb un to similar. Apartment 7A va ser escollit d'aquests projectes per entrar ràpidament a la preproducció.

### Càsting
El gener de 2022, es va revelar que Julia Garner protagonitzava el paper principal. El març, Dianne Wiest es va unir al repartiment. Quan va acabar el rodatge, els anuncis de càsting addicionals incloïen Marli Siu, Rosy McEwen, Jim Sturgess, Kevin McNally, Andrew Buchan i Kobna Holdbrook-Smith.

### Rodatge
La fotografia principal va començar a Londres el 15 de març de 2022. El 4 de juny es va anunciar que la producció de la pel·lícula havia acabat. A finals de mes, Bloody Disgusting va informar que la pel·lícula era secretament una preqüela de La llavor del diable, l'adaptació cinematogràfica de la novel·la homònima de 1967 d'Ira Levin. A l'agost, el Sindicat de Giuionistes dels Estats Units va determinar els crèdits finals de l'escriptura de la pel·lícula i va confirmar que es basava en la novel·la de Levin. Les represes van tenir lloc a l'abril i al maig de 2023.

## Llançament
Apartment 7A es va estrenar al Fantastic Fest el 20 de setembre de 2024, abans de ser llançat simultàniament als Estats Units a través de VOD i a Paramount+ el 27 de setembre.

## Recepció

### Resposta crítica
Al lloc web de l'agregador de ressenyes Rotten Tomatoes, el 43% de les 83 opinions dels crítics són positives, amb una valoració mitjana de 5,6/10. El consens del lloc web diu: "Apartment 7A està ben muntada i actua de manera sòlida, però el record persistent de La llavor del diable i una plantilla previsible de preqüela fa que sigui un sub(par)arrendament". Metacritic, que utilitza una mitjana ponderada, va assignar a la pel·lícula una puntuació de 49 sobre 100, basada en 19 crítics, indicant crítiques "mixtes o mitjanes".
John Anderson de The Wall Street Journal la va considerar "un esforç de reciclatge molt elegant". Escrivint per a IGN Movies, Katie Rife va assenyalar que "tot i que els temes i l'horror de la pel·lícula són memorables, les coreografies creatives i les bones interpretacions del repartiment central la converteixen en una visió entretinguda". La pel·lícula també va ser elogiada per Robert Englund.